# 三杦磯善七
三杦磯 善七（みすぎいそ ぜんしち、1892年11月26日 - 1951年4月22日）は、北海道爾志郡熊石村（現：北海道二海郡八雲町）出身で伊勢ノ海部屋（入門時は尾車部屋）に所属した大相撲力士。本名は小西 善七（こにし ぜんしち）。最高位は東関脇。明治時代以降初の北海道出身関取。

## 経歴
1892年11月26日に北海道爾志郡熊石村（現：北海道二海郡八雲町）で豆腐店を営む家に七男として生まれる。7人目の男児であることから「善七」と名付けられた。1901年に瀬棚に住んでいた兄に引き取られて運搬業を手伝っていたことで力が付き、米2俵を軽々持ち上げるほどの怪力で周囲を驚かせていたところ、地元の小料理屋「高砂」を経営していた相撲通の主人に見出され、力士を勧められた。上京すると好角家だった評論家兼翻訳業の黒岩涙香から書を預かってからいくつかの相撲部屋を次々に訪ね歩き、1911年に尾車部屋へ入門、同年6月場所で初土俵を踏んだ。最初は神威山を襲名したかったが、尾車から「神様の名を付けるなんて位負けする」と言われたので、瀬棚にある名勝の奇岩「三本杉岩」に因んで三杉礒とした。
色白かつ均整の取れた体格で、右四つの寄りや掬い投げの堅実な取り口だが、稀に怪力を生かした豪快な大技を繰り出して大錦卯一郎戦には滅法強かったが、勝ち味が少し遅く強引な相撲も目立ち、下位の取りこぼしも多かったことで大関昇進は果たせなかった。それでも1917年1月場所で新十両に昇進すると、1918年1月場所で早くも新入幕を果たし、1919年5月場所で大錦から金星を獲得した。この頃から尾車部屋の継承争いに加わったが敗れたため、峰崎部屋に真砂石三郎と共に移籍し、その後は片男波部屋を経て最終的に伊勢ノ海部屋に所属するなど転々とした。
1928年1月場所は前頭13枚目に位置しており、この番付では幕尻から2枚目だったものの唯一の全勝力士として初優勝へ向けて突き進んでいた。現在では幕内下位の力士でも優勝争いに加わるような好成績を残していれば、終盤戦に三役または横綱との対戦が組まれる可能性もあるが、当時はそのような取組編成は考えられない時代だったため、三杉礒の千秋楽（11日目）の対戦相手が小結の玉錦三右エ門に決まると、周囲から「全勝潰し」「（大関の）常陸岩に優勝させたいからだ」などと批判を浴びた。常陸岩は東の正大関として千秋楽を迎えた時点で、6日目に清瀬川敬之助戦で敗れただけの9勝1敗の好成績で、千秋楽の対戦相手は宮城山福松に決まった。宮城山は大坂相撲で吉田司家から横綱免許を授与された正式な横綱だが、東京相撲との番付編成による合併相撲で大坂相撲の力士が東京相撲より力量で劣ることが判明し、宮城山自身も「小結程度」と判定されるほどの散々な成績に終わったことで、常陸岩から見れば難敵では無い。結果は三杉礒が玉錦に敗れ、常陸岩が宮城山に勝って両者が10勝1敗で並んだが、「番付が上位の者が優勝」という当時の制度によって常陸岩が幕内最高優勝を果たした。
しかし、常陸岩の10勝の中には10日目の西ノ海嘉治郎 (3代)戦での不戦勝が含まれていた。不戦勝は当時導入されたばかりの新制度で、それまでは対戦相手が休場すれば自身も休みとなっていた。そのため、この時の常陸岩に適用すれば「9勝1敗1休」となり、勝ち越し8点として扱われるが、「不戦勝」と「土俵上で実際に対戦した上での勝利」の価値の差についても意見が一致していなかった。このために優勝問題が紛糾、打開策として常陸岩には天皇賜杯を授与したほか、三杉礒には特別表彰として化粧廻し、さらに優勝額を2枚作成して常陸岩・三杉礒両者に贈呈することで決着がついた。この問題を受けた協会は、場所後に不戦勝について「初日からの全取組で全力士に適用」「土俵上で勝負しての白星と同格の白星」「土俵上での勝ち名乗りも受ける（受けなければ両者とも放棄試合による不戦敗）」とする新制度が固められた。
同年10月場所の初日に山錦善治郎戦で足を負傷して途中休場、再出場したもののこの場所では1勝も出来ず、1929年1月場所を全休、同年3月場所を最後に現役を引退し、年寄・花籠を襲名した。その後、伊勢ノ海部屋に預けられていた開月勘太郎と共に独立して花籠部屋を創立したが、大器と言われた富ノ山等を素行不良で一時破門するなど不遇続きで、1947年に部屋を閉鎖、残っていた藤田山忠義などの弟子を高砂部屋に譲った。1951年4月22日に死去、58歳没。

## 主な成績
- 幕内成績：102勝108敗7分6預73休　勝率.486
- 幕内在位：28場所（うち関脇3場所、小結1場所）
- 優勝同点：1回
- 金星：1個（大錦卯一郎）

### 場所別成績
| 1911年 （明治44年） | x                       | x                        | （前相撲）                 | x                 |
| 1912年 （明治45年） | 西序ノ口33枚目 3–2      | x                        | 西序二段91枚目 4–1         | x                 |
| 1913年 （大正2年） | 西三段目70枚目 4–1      | x                        | 東三段目35枚目 4–1         | x                 |
| 1914年 （大正3年） | 西三段目2枚目 2–3       | x                        | 西三段目23枚目 3–2         | x                 |
| 1915年 （大正4年） | 西三段目6枚目 3–2       | x                        | 東幕下56枚目 3–1 1預       | x                 |
| 1916年 （大正5年） | 西幕下28枚目 3–2        | x                        | 東幕下15枚目 4–0 (1分)     | x                 |
| 1917年 （大正6年） | 東十両12枚目 4–1        | x                        | 東十両3枚目 5–1 1預        | x                 |
| 1918年 （大正7年） | 西前頭13枚目 6–4        | x                        | 西前頭2枚目 5–4–1          | x                 |
| 1919年 （大正8年） | 西前頭筆頭 4–6          | x                        | 西前頭3枚目 5–4 1預 ★      | x                 |
| 1920年 （大正9年） | 西関脇 5–3 2預          | x                        | 東関脇 5–4–1               | x                 |
| 1921年 （大正10年） | 東張出関脇 1–8 1預      | x                        | 西前頭筆頭 3–3–3 1分       | x                 |
| 1922年 （大正11年） | 西前頭3枚目 5–4 1預     | x                        | 東前頭3枚目 2–3–3 (1分1預) | x                 |
| 1923年 （大正12年） | 西前頭6枚目 6–3 (1引分) | x                        | 東前頭3枚目 6–4 1分        | x                 |
| 1924年 （大正13年） | 東前頭2枚目 6–3 1分     | x                        | 西小結 1–5–5               | x                 |
| 1925年 （大正14年） | 西前頭4枚目 5–5 1分     | x                        | 東前頭3枚目 6–4 1分        | x                 |
| 1926年 （大正15年） | 東前頭2枚目 3–8         | x                        | 西前頭3枚目 6–4–1          | x                 |
| 1927年 （昭和2年） | 東前頭4枚目 3–8         | 東前頭4枚目 0–2–9        | 東前頭6枚目 0–0–11         | 西前頭12枚目 7–4  |
| 1928年 （昭和3年） | 西前頭13枚目 10–1 旗手  | 東前頭6枚目 0–0–11       | 東前頭4枚目 2–9            | 東前頭4枚目 0–5–6 |
| 1929年 （昭和4年） | 西前頭14枚目 0–0–11     | 西前頭14枚目 引退 0–0–11 | x                          | x                 |
| 各欄の数字は、「勝ち-負け-休場」を示す。 優勝 引退 休場 十両 幕下 三賞：敢=敢闘賞、殊=殊勲賞、技=技能賞 その他：★=金星 番付階級：幕内 - 十両 - 幕下 - 三段目 - 序二段 - 序ノ口 幕内序列：横綱 - 大関 - 関脇 - 小結 - 前頭（「#数字」は各位内の序列） |                         |                          |                            |                   |

- 1918年5月、1920年5月、1926年5月の1休は相手力士の休場によるもの